# 池内義浩
池内 義浩（いけうち よしひろ）は、日本の撮影監督。

## 経歴
明治大学工学部卒業。
横浜放送映画専門学院（現・日本映画大学）卒業。

## 主な撮影作品

### 映画
撮影助手
- ふたり （1991年）
- いつかギラギラする日 （1992年）
- 四十七人の刺客 （1994年）
- EUREKA （2001年）
- 美しい夏キリシマ （2003年）
- 誰も知らない （2004年）

撮影
- A Letter from Hiroshima (2002年) - オムニバス『After War』の一篇
- 想色〜オモイ・ノ・イロ〜（2004年）
- レイクサイド マーダーケース （2005年） - たむらまさきと共同
- リンダ リンダ リンダ （2005年）
- さよならみどりちゃん （2005年）
- もんしぇん（2006年）
- 神童 （2007年）
- 歌謡曲だよ、人生は（2007年）
- 全然大丈夫 （2008年）
- コドモのコドモ （2008年）
- ニセ札 （2009年）
- 黒髪（2010年）
- ワラライフ!!（2011年）
- おとこのこ ndjc（2011年）
- 黒澤 その道　Kurosawa, la voie（2011年） - ドキュメンタリー
- 苦役列車 （2012年）
- アルクニ物語（2012年）
- 重なり連なる（2012年）
- はじまりのみち （2013年）
- もらとりあむタマ子 （2013年） - 芦澤明子と共同
- GOSPEL（2014年）
- 福福荘の福ちゃん （2014年）
- 東京の日（2015年）
- トイレのピエタ （2015年）
- 湯を沸かすほどの熱い愛 （2016年）
- ぼくのおじさん （2016年）
- 嘘を愛する女（2018年）
- スタートアップ・ガールズ（2019年）
- 記憶の技法（2020年）
- まともじゃないのは君も一緒（2021年）
- 名付けようのない踊り（2022年）- ドキュメンタリー
- ハウ（2022年）
- こいびとのみつけかた（2023年）
- 化け猫あんずちゃん（2024年）

### テレビドラマ
- 神様からひと言 （2006年、WOWOW）
- さば（2008年、フジテレビ）
- 上野樹里と5つの鞄『となりのとなりのあきら』（2009年、WOWOW）[2]
- 誰よりも君を愛す! （2011年、テレビ静岡）
- グーグーだって猫である （2014年、WOWOW）
- グーグーだって猫である2 -good good the fortune cat- （201６年、WOWOW）
- プリンセスメゾン（2016年、NHK）
- まどろみバーメイド（2019年、テレビ大阪）
- 生きるとか死ぬとか父親とか （2021年、テレビ東京）
- モダンラブ・東京 「最悪なデートが最高になったわけ」（2022年、Amazon Prime Video）